# Зандевер
Зандевер (нід. Zandeweer) — село в нідерландській провінції Гронінген. Входить до муніципалітету Гет-Гогеланд.
Його площа становить 0,43км², а населення станом на 2021 рік складало 450 осіб.

## Галерея

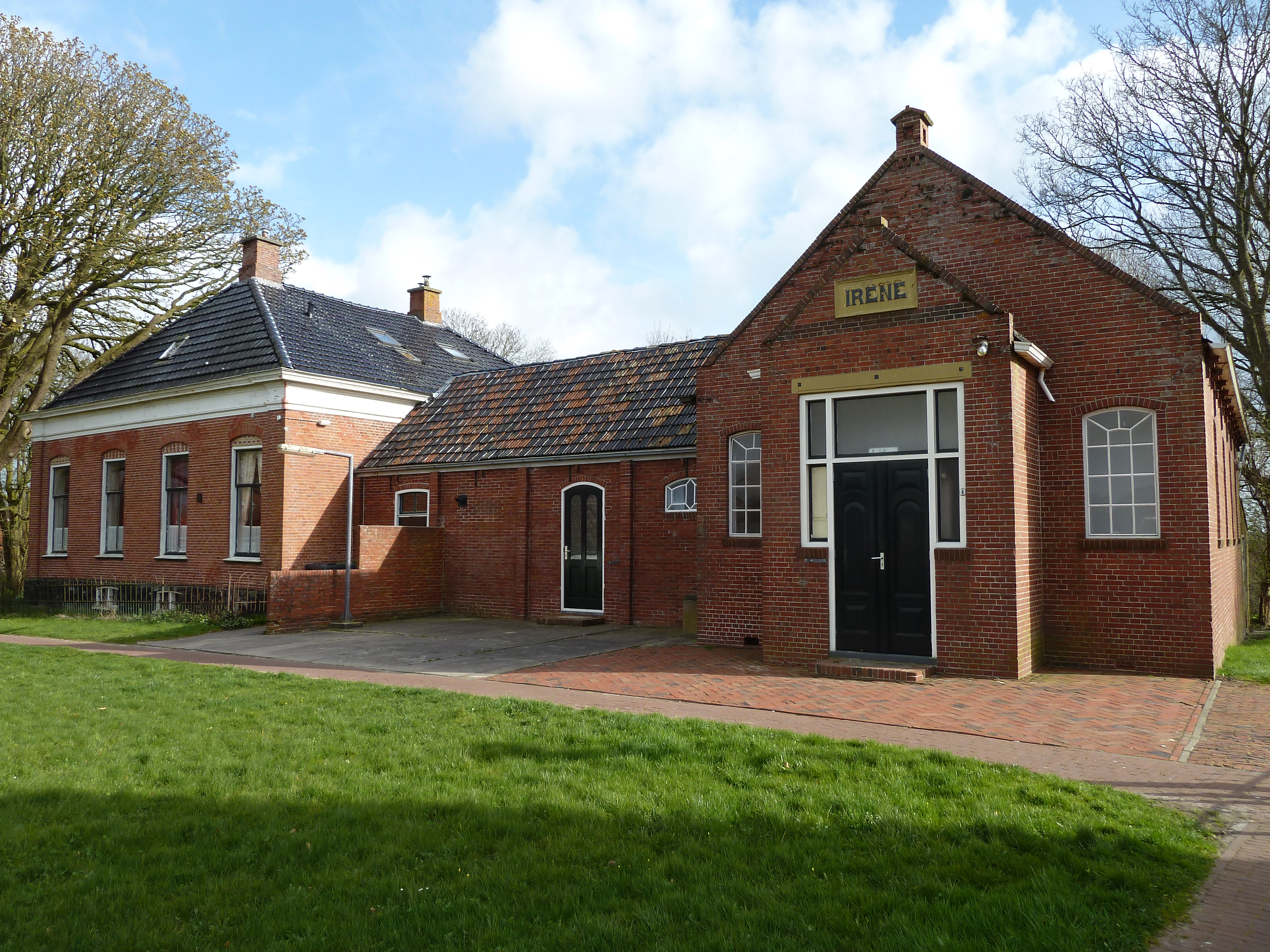
Колишній будинок почту
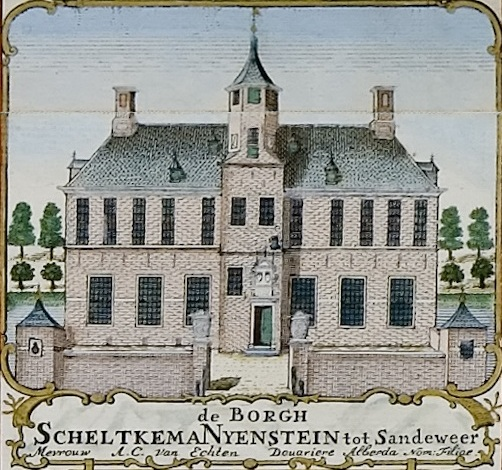
Замок Схелткема-Неєнстейн
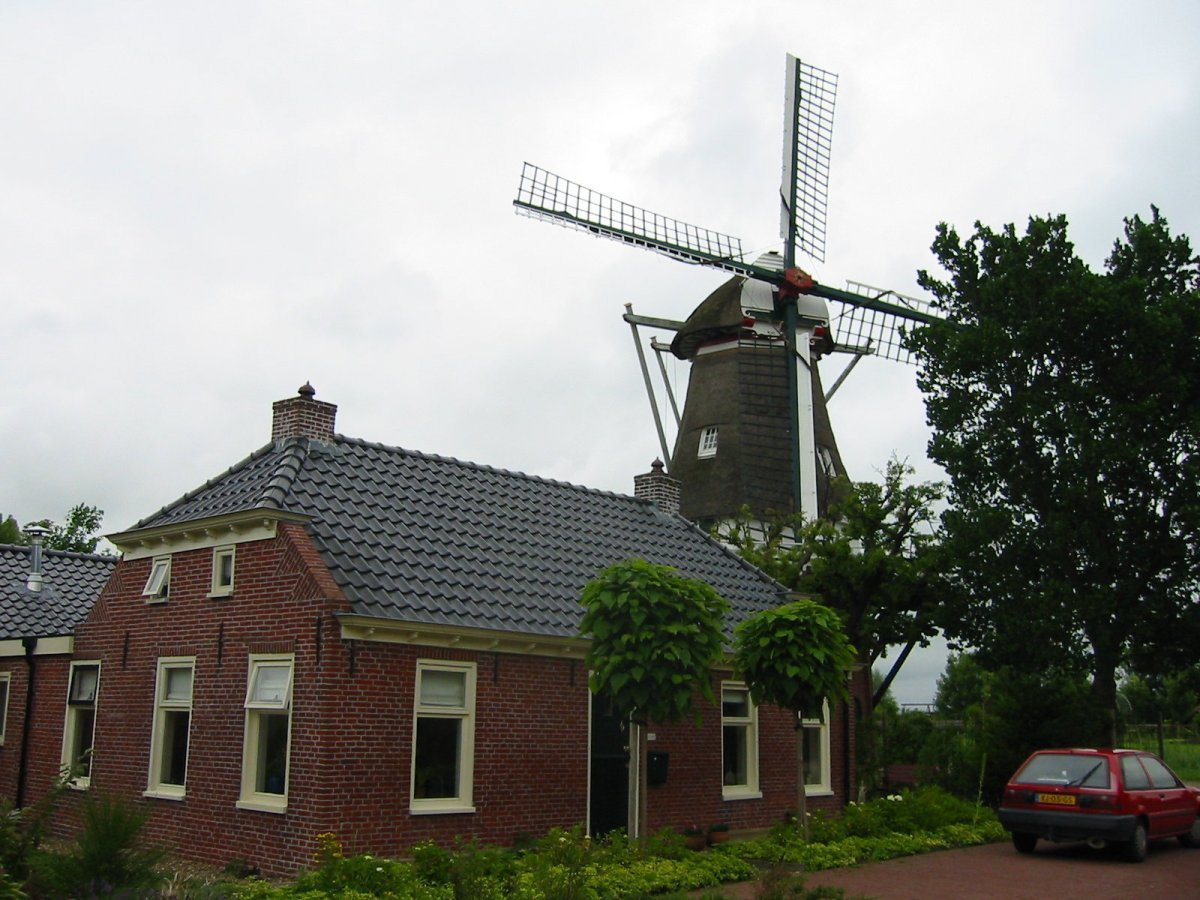
Будинок і вітряк у Зандевері